# Fern Park
Fern Park és una concentració de població designada pel cens dels Estats Units a l'estat de Florida. Segons el cens del 2000 tenia 8.318 habitants.

## Demografia
Segons el cens del 2000, Fern Park tenia 8.318 habitants, 3.570 habitatges, i 2.227 famílies. La densitat de població era de 1.566,6 habitants/km².
Dels 3.570 habitatges en un 24,1% hi vivien nens de menys de 18 anys, en un 46% hi vivien parelles casades, en un 12,4% dones solteres, i en un 37,6% no eren unitats familiars. En el 30,3% dels habitatges hi vivien persones soles el 13,1% de les quals corresponia a persones de 65 anys o més que vivien soles. El nombre mitjà de persones vivint en cada habitatge era de 2,3 i el nombre mitjà de persones que vivien en cada família era de 2,85.
Per edats la població es repartia de la següent manera: un 20,3% tenia menys de 18 anys, un 8,4% entre 18 i 24, un 28,5% entre 25 i 44, un 24,5% de 45 a 60 i un 18,3% 65 anys o més.
L'edat mediana era de 40 anys. Per cada 100 dones de 18 o més anys hi havia 87,5 homes.
La renda mediana per habitatge era de 43.337 $ i la renda mediana per família de 52.981 $. Els homes tenien una renda mediana de 34.152 $ mentre que les dones 25.975 $. La renda per capita de la població era de 23.261 $. Entorn del 4,2% de les famílies i el 7,8% de la població estaven per davall del llindar de pobresa.

## Poblacions més properes
El següent diagrama mostra les poblacions més properes.